# Ассоциация фигурного катания Китая
Китайская ассоциация фигурного катания (CFSA, англ. Chinese Figure Skating Association, кит. упр. 中国花样滑冰协会) — спортивная организация, руководящий орган, осуществляющий контроль и управление фигурным катанием в КНР. Как самостоятельная федерация была учреждена 18 января 2018 года. Ранее входила в состав Китайской ассоциации конькобежного спорта (CSA, Chinese Skating Association, 中国滑冰协会). Новую организацию возглавила олимпийская чемпионка Шэнь Сюэ. Является федерацией-членом Международного союза конькобежцев.
На инаугурационной встрече почётным консультантом ассоциации был утверждён Яо Бинь, который считается «крёстным отцом» китайского фигурного катания. Почётным председателем назначен знаменитый режиссёр, постановщик церемонии открытия Олимпийских игр 2008 Чжан Имоу. Пост главного тренера сборной занял Чжао Хунбо — партнёр по парному катанию и муж Шэнь Сюэ.
В числе обязанностей федерации — организация общественных мероприятий, разработка правил соревнований и программ тренировок для спортсменов и тренеров, ежегодное проведение чемпионата Китая, Гран-при Китая и других мероприятий, формирование состава сборной команды, планирование исследовательских программ. 